# Ina, Kapatid, Anak
Ina, Kapatid, Anak (título internacional: Her Mother's Daughter) es una serie de televisión filipina transmitido por ABS-CBN desde 8 de octubre de 2012 hasta 14 de junio de 2013. Está protagonizada por Kim Chiu, Maja Salvador, Xian Lim y Enchong Dee.

## Reparto

### Elenco principal
- Kim Chiu como Celyn Buenaventura / Celyn Marasigan-Lagdameo.
- Maja Salvador como Margaux Marasigan-Castillo.
- Xian Lim como Liam Lagdameo.
- Enchong Dee como Ethan Castillo.

### Elenco secundario
- Cherry Pie Picache como Theresa Apolinario.
- Ariel Rivera como Julio Marasigan.
- Janice de Belen como Beatrice Elizalde-Marasigan.
- Ronaldo Valdez como Zacharias Apolinario.
- Pilar Pilapil como Yolanda Cruz-Elizalde.
- Eddie Gutierrez como Lucas Elizalde.

### Elenco extendida
- John Regala como Emilio "Mio" Buenaventura.
- Mickey Ferriols como Lourdes "Lulu" Castillo.
- Christian Vasquez como Antonio Lagdameo, Sr.
- Jayson Gainza como Oscar.
- Francine Prieto como Martina Lagdameo.
- Rufami como Aliyah.
- Mike Austria como Aurelio Castillo.
- Clarence Delgado como Ivan Lagdameo.
- Alex Medina como Diego Medina / Joshua Buenaventura.
- Greggy Santos como Badong.

### Elenco de invitados
- Andrea Brillantes como Celyn Buenaventura (joven).
- Giann Solante como Margaux Marasigan (joven).
- Jerome Michael "JM" Briones como Liam Lagdameo (joven).
- Ricky Castro como Ethan Castillo (joven).
- Khaycee Aboloc como Aliyah (joven).
- Edgar Sándalo como Profesor Delgado.
- Joy Dalo como Fiona Ortega.
- Jocelyn Oxlade
- Slater Young como Antonio Lagdameo, Jr.
- Cheska Iñigo
- Lui Manansala
- Dar Bernardo
- John Cando como Joel.
- Via Antonio
- Petite como Tiny.
- Cajo Gomez como Joshua Buenaventura (joven).

## Banda sonora
1. Ngayon at Kailanman - Ariel Rivera
2. Sa Isip Ko - Juris
3. Kailan - Bryan Termulo
4. Ikaw Lamang - Angeline Quinto
5. Kung 'Di Sa Iyo - Xian Lim
6. Ikaw - Erik Santos
7. Ngayon at Kailanman (instrumental)
8. Sa Isip Ko (instrumental)
9. Kailan (instrumental)
10. Ikaw Lamang (instrumental)
11. Kung 'Di Sa Iyo (instrumental)
12. Ikaw (instrumental)

## Transmisiones internacionales
| País      | Cadenas/Canal        | Título                | Fecha de Inicio      | Fecha de Finalización |
| --------- | -------------------- | --------------------- | -------------------- | --------------------- |
| Filipinas | ABS-CBN              | Ina, Kapatid, Anak    | 8 de octubre de 2012 | 14 de junio de 2013   |
|           | The Filipino Channel | Ina, Kapatid, Anak    | 2012                 | 2013                  |
| Tanzania  | Star TV              | Her Mother's Daughter | octubre de 2013      |                       |
| Malasia   | Astro Bella          | Her Mother's Daughter | enero de 2014        |                       |
| Kenia     | KTN                  | Her Mother's Daughter | enero de 2014        |                       |
| Uganda    | Bukedde TV           | Her Mother's Daughter | febrero de 2014      |                       |
| Nigeria   | AIT                  | Her Mother's Daughter | febrero de 2014      |                       |